# Lista de personagens de My Little Pony
Esta é a lista de personagens de My Little Pony ou My Little Pony 'n Friends (Meu Pequeno Pónei em Portugal e Meu Querido Pônei no Brasil), uma série animada de 1984, produzida pela Sunbow Productions e Marvel.
A série se passa na fictícia Terra dos Pôneis, uma terra mágicas, lar de diversos tipos de criaturas mágicas. Os pôneis possuem uma vida pacífica no Vale do Sonho, com músicas e diversões. No entanto, nem todas as criaturas desse reino são tão pacíficas, e os pôneis frequentemente têm que lutar contra as bruxas, trolls, duendes e todos os outros animais que querem atormentar a vida destas criaturas. A série tem como personagens principais três crianças: Megan, Danny e Molly que são amigos dos pôneis, acompanhados também do dragão Spike, eles ajudam os pôneis a combater o mal e resolver os problemas na sua terra.

## Humanos
- Megan – é a heroína. Ela é a mais velha das três crianças. Ela é loira, amarra o cabelo em um rabo de cavalo e usa um macacão. Corajosa, inteligente, ela é calma e madura. Ela é trazida pela primeira vez na Terra dos Pôneis por Firefly.
- Danny – irmão de Megan. Às vezes escurece sem pensar e fica facilmente irritado. Ele argumenta frequentemente com Molly e é ousado.
- Molly – a caçula dos três. Um pouco caprichosa, ela tem um caráter forte, mas permanece inteligente e gentil.

## Pôneis
- Firefly – pégaso cor-de-rosa. Sua crina e cauda são azuis-violeta, olhos roxos e um arco rosa escuro. Sua marca é de 2 raios azul-violeta. A crina e a cauda são fofas. Ela gosta de voar rápido e alto. O brinquedo têm uma crina e cauda azul.
- Medley – pégaso de cor turquesa. Sua crina e cauda são verdes, seus olhos são azuis e seu arco é amarelo. Sua marca é de 3 notas verdes. A crina e a cauda são fofas. Geralmente é muito calma.
- Twilight – unicórnio de cor rosa brilhante. Ela pode penetrar quando se concentra pesadamente. Sua crina é branca e roxa, cauda branca, olhos roxos e laço azul. Sua marca é de 5 estrelas rosa escuras. O brinquedo têm estrelas roxas com um selo.
- Bow Tie – pônei terrestre de cor azul. Sua crina e cauda são rosas, seus olhos são roxos e seu arco é amarelo. Sua marca é de 6 laços rosa. Têm dois laços amarrados na crina. Ela também tem sardas no rosto. A crina e a cauda são fofas. Ela é um pouco tímida.
- Applejack – pônei terrestre de cor laranja. Sua crina e cauda são amarelos, seus olhos são verdes e seu arco é azul. Sua marca é de 5 maçãs vermelhas. Ela gosta de frutas. A crina e a cauda é fofa.
- Glory – unicórnio de cor branca. Sua crina é violeta-azul, cauda roxa, olhos azuis e laço rosa. Sua marca é uma estrela cadente com duas caudas roxas. A crina e a cauda são fofas. Ela gosta de pular e patinar. Ela têm uma filha, Baby Glory.
- Baby Glory – unicórnio de cor branca. Sua crina é violeta-azul, cauda roxa, olhos azuis e laço rosa. Sua marca é uma estrela cadente com um rabo roxo. A crina e a cauda são retas. Ela é filha da Glory.
- Cotton Candy – pônei terrestre de cor rosa. Sua crina e cauda são rosa escuro, olhos roxos e arco roxo. Sua marca é de 9 pontos brancos. A crina e a cauda são fofas. Ela gosta de doces. Ela têm uma filha, Baby Cotton Candy.
- Baby Cotton Candy – pônei terrestre de cor rosa. Sua crina e cauda são rosa escuro, olhos roxos e um laço azul. Sua marca é de 9 pontos brancos. A crina e a cauda são fofas. Ela é filha da Cotton Candy.
- Moondancer – unicórnio de cor branca. Sua crina e cauda são vermelhas (ela têm um cinto roxo como um brinquedo), olhos roxos e um laço azul. Sua marca é uma lua crescente prateado cercado de estrelas vermelhas. A crina e a cauda são fofas. Ela têm uma filha, Baby Moondancer.
- Baby Moondancer – unicórnio de cor branca. Sua crina é azul-rosa, cauda rosa, olhos também e um arco azul. Sua marca é uma lua rosa e duas estrelas da mesma cor. A crina e a cauda são retas. Ela é filha de Moondancer.
- Bubbles – pônei terrestre de cor amarelo. Sua crina e cauda são azuis, seus olhos também e um arco verde escuro. Sua marca é de 3 bolhas azuis e 2 verdes. Há calvície entre os olhos. A crina e a cauda são fofas.
- Ember – pônei terrestre de cor roxo. Sua crina e cauda são rosas, seus olhos são roxos e seu arco é azul. Como a único não há marca. A crina e a cauda são fofas.
- Sparkler – unicórnio cor de prata. Sua crina é vermelho-púrpura, cauda roxa, olhos também e um arco rosa escuro. Sua marca é de 4 diamantes azuis. A crina e cauda são encaracolados. Ela gosta de dançar. O brinquedo é azul.
- Skydancer – pégaso de cor amarela. Sua crina e cauda são vermelhos, amarelos, verdes e azuis claros, olhos vermelhos e um arco verde escuro. Sua marca é de 4 pássaros verdes. A crina e a cauda são retas. Ela gosta de voar rápido. O brinquedo têm rosa escuro em vez de vermelho.
- Powder – unicórnio de cor roxa. Sua crina é branca e vermelha, sua cauda é branca, seus olhos são rosa e seu arco é rosa escuro. Sua marca é de 4 flocos de neve rosa claro. A crina e a cauda são acenadas.
- Starflower – unicórnio de cor azul. Sua crina e cauda são laranja, rosa, azul e verde, seus olhos verdes e seu arco é roxo. Sua marca é de 4 estrelas rosa. A crina e a cauda são retas.

## Criaturas
- Spike – bebê dragão roxo que mora com os pôneis desde a Batalha no Castelo de Minuit. Ele é sarcástico, mas sempre pronto para ajudar crianças com pôneis.